# The Exes
The Exes est une série télévisée américaine en 64 épisodes de 22 minutes créée par Mark Reisman et diffusée entre le 30 novembre 2011 et le 16 septembre 2015 sur TV Land et au Canada depuis le 2 février 2012 sur le réseau Global.
Cette série est inédite dans tous les pays francophones.

## Synopsis
Holly Franklin, une avocate spécialisée dans les divorces et propriétaire de plusieurs appartements de son immeuble propose la colocation à ses anciens clients masculin. Holly présente Stuart Gardner, un homme célibataire à deux autres colocataires divorcés, Phil et Haskell et suggère que les trois hommes deviennent colocataires. Les choses ne commencent pas tout à fait comme Holly l'avait prévu, jusqu'à ce que les improbables colocataires aident Stuart à passer à autre chose après son divorce. Il commence alors une nouvelle vie en colocation.

## Distribution

### Acteurs principaux
- Donald Faison : Phil Chase
- Wayne Knight : Haskell Lutz
- Kristen Johnston : Holly Franklin
- David Alan Basche : Stuart Gardner
- Kelly Stables : Eden Konkler

### Acteurs récurrents
- Judith Light : Marjorie Franklin, la mère d'Holly[3] (saisons 1, 2 et 4)
- Diedrich Bader : Paul, un ami d'Holly[4] (saisons 1 à 3)
- James Morrison : Jonathan Hubner (saison 2)
- Missi Pyle : Sabrina / Julie (saison 3)
- Leah Remini : Nicki Gardner, la sœur de Stuart[5] (saisons 3 et 4)
- Matt Letscher : Charles Hayward (saison 4)

### Invités
- Garcelle Beauvais : Kendra[6] (saison 2, épisode 6)
- Dot-Marie Jones : Woman #3[7] (saison 2, épisode 10)
- Zach Braff : Chuck Feeney[8] (saison 2, épisode 11)
- Leslie Jordan : Percy[9] (saison 3, épisode 1)
- Jodi Lyn O'Keefe : Hot Female Employee[9] (saison 3, épisode 1)
- Stacey Dash : Dana[10] (saison 3, épisode 3)
- Grant Show : Alex[11] (saison 3, épisode 4)
- Lisa Ann Walter : Margo[12] (saison 3, épisode 5)
- Fred Dryer : Mr. Collins[13] (saison 3, épisode 6)

## Production
Le 10 août 2015, la série est annulée.

## Épisodes

### Première saison (2011-2012)
1. titre français inconnu (Pilot)
2. titre français inconnu (A Little Romance)
3. titre français inconnu (Working Girl)
4. titre français inconnu (Lutz and the Real Girl)
5. titre français inconnu (An Inconvenient Tooth)
6. titre français inconnu (A Very Wrong Engagement)
7. titre français inconnu (Lost in Translation)
8. titre français inconnu (My Dinner With Phil)
9. titre français inconnu (When Holly Broke Kevin)
10. titre français inconnu (The Ex Always Rings Twice)

### Deuxième saison (2012)
Le 2 février 2012, TV Land a annoncé que la série est renouvelée pour une deuxième saison de douze épisodes diffusée entre le 20 juin 2012 et le 5 septembre 2012.
Le 13 novembre 2012, TV Land prolonge la saison de dix épisodes supplémentaires, portant le total à 22 épisodes mais un mois plus tard, la chaîne a annoncé que ces épisodes seraient finalement ajoutés dans la troisième saison.
1. titre français inconnu (Analyze Them)
2. titre français inconnu (What Women Want)
3. titre français inconnu (Cool Hand Lutz)
4. titre français inconnu (Baby Mama)
5. titre français inconnu (Lethal Weapons)
6. titre français inconnu (Shall We Dance)
7. titre français inconnu (Three Men and a Maybe)
8. titre français inconnu (How Holly Got Her Groove Back)
9. titre français inconnu (The Party)
10. titre français inconnu (Sister Act)
11. titre français inconnu (He's Gotta Have It)
12. titre français inconnu (Pirates of the Care of Eden)

### Troisième saison (2013-2014)
Le 13 décembre 2012, la série a été renouvelée pour une troisième saison composé de dix épisodes diffusée depuis le 19 juin 2013. Le 19 juillet 2013, TV Land commande dix épisodes supplémentaires transportant la saison à 20 épisodes.
1. titre français inconnu (Toy Story)
2. titre français inconnu (The Holly's Buddies Story)
3. titre français inconnu (Trading Places)
4. titre français inconnu (Zero Dark Forties)
5. titre français inconnu (Defending Your Wife)
6. titre français inconnu (Take the Job and Shove It)
7. titre français inconnu (Pretty Women)
8. titre français inconnu (Prelude to a Kiss)
9. titre français inconnu (The Hand That Robs the Cradle)
10. titre français inconnu (My Ex-Boyfriend's Wedding)
11. titre français inconnu (True Lies)
12. titre français inconnu (How the Grinch Spent Xmas)
13. titre français inconnu (Nothing in Common)
14. titre français inconnu (Bachelor Party)
15. titre français inconnu (Starting Over)
16. titre français inconnu (Friends Without Benefits)
17. titre français inconnu (Nun Like it Hot)
18. titre français inconnu (When Haskell Met Sammy)
19. titre français inconnu (My Fair Stuart)
20. titre français inconnu (The Old Man and the Holly)

### Quatrième saison (2014)
Le 2 février 2014, la série a été renouvelée pour une quatrième saison de douze épisodes diffusée depuis le 5 novembre 2014. Le 5 septembre 2014, douze épisodes supplémentaires sont commandés pour cette saison.
1. titre français inconnu (The Devil Wears Hanes)
2. titre français inconnu (The Wedding Unplanner)
3. titre français inconnu (Love and Death)
4. titre français inconnu (An Officer and a Dental Man)
5. titre français inconnu (Oh Brother Here Art Thou)
6. titre français inconnu (Dawn of the Dad)
7. titre français inconnu (Catch It 'Cause You Can)
8. titre français inconnu (Requiem for a Dream)
9. titre français inconnu (Get Her to the Greek)
10. titre français inconnu (Holly Franklin Goes to Washington)
11. titre français inconnu (A Bride Too Far)
12. titre français inconnu (The Wedding)
13. titre français inconnu (Him)
14. titre français inconnu (Finding Mr. Wrong)
15. titre français inconnu (Good Will Hinting)
16. titre français inconnu (The Forty Year Old Her-Gin)
17. titre français inconnu (Haskell Doesn't Live Here Anymore)
18. titre français inconnu (Knotting Phil)
19. titre français inconnu (10 Things They Hate About You)
20. titre français inconnu (Gone Girls)
21. titre français inconnu (What Dreams May Come)
22. titre français inconnu (Along Came Holly)

## Distinctions
Le 18 juillet 2013, la série est nommée au 65e cérémonie des Primetime Emmy Awards dans la catégorie Cinématographie exceptionnelle pour une série multi-caméra, une première pour une série de la chaîne câblée TV Land.